# Marco Pezzaiuoli
Marco Pezzaiuoli (født 16. november 1968) er en tidligere tysk fodboldspiller og træner.